# Oberschlettenbach
Oberschlettenbach é um município da Alemanha localizado no distrito de Südliche Weinstraße, no estado da Renânia-Palatinado. É membro da associação municipal de Verbandsgemeinde Bad Bergzabern.